# 阿寬
《阿寬》，是一部描寫「黃蔡寬」師姊的真實人生電視劇，由李婷宜、陳志強、林珮君、吳秀珠、柯素雲、鄒守宏、吳岱凌、楊麗音、宏都拉斯主演，於2016年9月23日在大愛電視台20:00首播。中天娛樂台於2016年9月23日21:00播出。

## 播出時間
以下時間以當地時間（台灣時間）為準

### 首播
| 片名 | 頻道       | 播放日期      | 播放時間                  |
| ---- | ---------- | ------------- | ------------------------- |
| 阿寬 | 大愛電視台 | 2016年9月23日 | 20:00-20:49播出（無廣告） |
| 阿寬 | 大愛海外台 | 2016年9月23日 | 20:00-21:00播出（含廣告） |
| 阿寬 | 中天娛樂台 | 2016年9月23日 | 21:00-22:00播出（含廣告） |

### 重播
| 片名 | 頻道       | 播放日期      | 播放時間                  |
| ---- | ---------- | ------------- | ------------------------- |
| 阿寬 | 大愛電視台 | 2016年9月23日 | 23:30-00:19播出（無廣告） |
| 阿寬 | 大愛電視台 | 2016年9月23日 | 03:00-03:49播出（無廣告） |
| 阿寬 | 大愛電視台 | 2016年9月23日 | 16:00-16:49播出（無廣告） |
| 阿寬 | 大愛海外台 | 2016年9月23日 | 02:00-03:00播出（含廣告） |
| 阿寬 | 大愛海外台 | 2016年9月23日 | 09:00-09:49播出（無廣告） |
| 阿寬 | 大愛海外台 | 2016年9月23日 | 11:00-12:00播出（含廣告） |
| 阿寬 | 中天娛樂台 | 2016年9月23日 | 11:00-12:00播出（含廣告） |

### 大愛會客室

#### 首播
| 片名       | 頻道       | 播放日期      | 播放時間        |
| ---------- | ---------- | ------------- | --------------- |
| 大愛會客室 | 大愛海外台 | 2016年9月23日 | 21:00-21:11播出 |
| 大愛會客室 | 大愛電視台 | 2016年9月23日 | 00:19-00:30播出 |
| 大愛會客室 | 大愛海外台 | 2016年9月23日 | 09:49-10:00播出 |

### 主要角色
| 演員           | 角色     | 介紹 |
| 李婷宜         | 黃蔡寬   | 樂觀進取，熱心善良，有想法，有禮貌，聯想力豐富，善於轉念自我安慰，會找出解決問題的方法，情感表達較直接，能屈能伸，不會與人爭強，總是要求自己要努力，但仍保有傳統「嫁雞隨雞」的觀念，急性子，做事有效率，固執，要求完美。為了讀書連續多日向母親哭求，繼而立定志向要當助產士，將多年積攢的積蓄全部投入學費，但又因為嫁給超群住在山上，助產士的工作暫時擱置，直到多年後才展開這項工作，一做便做了三十幾年，迎接上萬名新生命降臨人間，是位擁有一雙天使手的長輩。 於七十歲接觸慈濟，驚覺自己浪費十年，積極投入環保、訪視、捐榮董、學用電子書、做中學學中覺，今年九十七歲的黃蔡寬師姊人老心不老，知足享有人生四寶「安心睡、快樂吃、歡喜笑、健康做」，是銀髮族的典範。 |
| 楊麗音（老年） | 黃蔡寬   | 樂觀進取，熱心善良，有想法，有禮貌，聯想力豐富，善於轉念自我安慰，會找出解決問題的方法，情感表達較直接，能屈能伸，不會與人爭強，總是要求自己要努力，但仍保有傳統「嫁雞隨雞」的觀念，急性子，做事有效率，固執，要求完美。為了讀書連續多日向母親哭求，繼而立定志向要當助產士，將多年積攢的積蓄全部投入學費，但又因為嫁給超群住在山上，助產士的工作暫時擱置，直到多年後才展開這項工作，一做便做了三十幾年，迎接上萬名新生命降臨人間，是位擁有一雙天使手的長輩。 於七十歲接觸慈濟，驚覺自己浪費十年，積極投入環保、訪視、捐榮董、學用電子書、做中學學中覺，今年九十七歲的黃蔡寬師姊人老心不老，知足享有人生四寶「安心睡、快樂吃、歡喜笑、健康做」，是銀髮族的典範。 |
| 陳志強         | 黃超群   | 善良卻執著，有主見，做事果斷，是黃家的長孫，家族裡的重大事情都由他決斷；大男人的觀念讓他不習慣開口說對不起，事後也會反省，如果自己錯了會以行動表明內心的歉意，廣讀群書，文筆極佳，擅長中醫，屬於鐵漢柔情的角色。向來自視甚高的超群，對阿寬卻是一見鍾情，為了迎娶阿寬足足等了她一年，待阿寬完成產婆講習所的學業之後才完婚，婚後不曾讓阿寬為經濟煩惱過，直到他撒手人寰後，阿寬才被迫面對現實人生。 |
| 鄒守宏         | 黃汝噴   | 超群的弟弟，跟著哥哥超群一起工作，之後兄弟因為經營理念不同而分家，但兄弟感情深厚 |
| 吳秀珠         | 屘嬸婆   | 主動積極，能力極好的喜感人物，為人熱心，好打抱不平；長年居住在山上務農，對於超群能娶到有如醫生的阿寬助產士，屘嬸婆比任何人都高興，很疼愛阿寬，每每見到阿珠欺負阿寬時，她都會出面糾正阿珠，讓阿珠氣惱在心，敢怒不敢言，她也是黃家目前輩分最高的長者。 |
| 林珮君         | 黃母     | 黃超群母親。慈祥內向的母親，逆來順受，和藹可親，不多話，但家事一點都難不倒她，很關心超群，不管事，更不會有所批評，是一個持家務實的傳統女性。 |
| 柯素雲         | 阿寬母親 | 黃蔡寬母親，是慈母但做事也頗有原則，凡事都是自己一手操持，堅強果斷，很疼愛蔡寬，寧可苦了自己也不願委屈孩子，擅長廚藝，常常幫村人料理，熱心的個性給了阿寬最好的典範。由於自己守寡獨自撫養四個孩子，當女兒阿寬也遭逢同樣的命運時，蔡母十分自責，遺憾當年應該阻止這門親事，阿寬卻堅定地告訴母親，這一生不後悔嫁給超群。 |

### 其他角色
| 演員   | 角色   | 介紹 |
|        | 黃都美 | 阿寬和超群的長女，做事細心謹慎，身為大姊從小幫忙母親照顧弟弟妹妹，煮飯燒菜做家事樣樣都很勤勞，是母親最好的幫手。 |
| 吳帆   | 黃景堂 | 阿寬和超群的長子，是個「差不多先生」，對自己很節儉，對朋友極為大方，勤學不倦，卻因為經濟問題，主動放棄升高中轉讀高職，後來靠自己半工半讀，畢業於台北工專，並順利考入中華電信。                                                                                     |
|        | 黃景榮 | 阿寬和超群的次子，從小受兄姊照顧，做人做事都沒什麼大心思，沒煩惱，中年之後，因為母親進入慈濟積極做環保，一度引起母子間的誤會。 |
| 馬國賢 | 文達   | 黃超群從小的好友，行事斯文穩重，眼光高遠，會為所開設的藥局引進高端新藥，因而經常往來臺灣、唐山和日本之間；人脈廣闊，對超群極為盡心盡力，不僅為他介紹大陸的蜜餞買家，並在超群資金短缺時，全力支持他，超群往生之後，他和阿安經常前去關心故友遺孤和阿寬，並提供協助。 |
| 鄭盛元 | 阿安   | 黃超群在自來水公司的同事，兩人感情深厚，阿安為人衝動活潑，點子多，卻也少一根筋，對於事情往往考慮不周，喜熱鬧，有他在的地方通常是笑聲頻傳，是個偏喜感的人物。 |
| 陳伶宣 | 阿珠   | 黃家族親火旺叔的兒媳婦，精明能幹但是小心眼、善忌妒，羨慕阿寬學歷高又漂亮，老公超群與她鶼鰈情深。剛嫁進黃家的阿寬當時還不擅長做家事，因此阿珠便藉機處處為難阿寬，反而引來屘嬸婆仗義執言，多次糾正阿珠的苛薄行事。                                                   |
| 李冠儀 | 小玉   | 阿寬的好友，善解人意，熱心善良，是阿寬信賴的好朋友，和阿寬一起在講習所研習，後來又一起在衛生所上班。 |
| 陳鈺潔 | 林護士 | 阿寬衛生所的好同事兼好友 |

## 製作團隊
- 監製：龐宜安[2]
- 導演：歐陽昇
- 編審：陳穎君
- 總策劃：賈玉華
- 片頭設計：王湘婷
- 顧問：黃蔡寬
- 製作人：甯宜文、江佩珍
- 大愛會客室主持人：李璧秀
- 編劇：許文鈴
- 攝影師：王志傑
- 副導演：伍俊達

## 戲中歌曲
| 曲別   | 歌名       | 演唱者 | 作詞   | 作曲   | 編曲   | 製作人 | 和聲 | 播出日期                      | 集數          |
| 片頭曲 | 思想起     | 方宥心 | 荒山亮 | 荒山亮 | 三秒   | 荒山亮 |      | 2016年9月23日－2016年10月30日 | 第1集－第38集 |
| 片尾曲 | 人生留聲機 | 吳秀珠 | 荒山亮 | 劉浩旭 | 劉浩旭 | 荒山亮 |      | 2016年9月23日－2016年10月30日 | 第1集－第38集 |

## 大愛會客室名單
| 集數  | 日期          | 來賓                           |
| 第1集 | 2016年9月23日 | 龐宜安、甯宜文、李婷宜、陳志強 |

## 外部連結
- 阿寬 （页面存档备份，存于）大愛官方網站
- 阿寬中天官方網站